# Héroe del Trabajo de la Federación de Rusia
El título honorífico de Héroe del Trabajo de la Federación de Rusia (en ruso: Геро́й Труда́ Росси́йской Федера́ции) es el título más alto de la Federación de Rusia otorgado por servicios laborales especiales para el estado y el pueblo. El título se otorga a los ciudadanos de Rusia por los servicios laborales especiales al estado y las personas asociados con el logro de resultados sobresalientes en actividades estatales, sociales y económicas destinadas a garantizar el bienestar y la prosperidad del país.
Las personas galardonada con este título reciben una insignia de distinción especial: la Estrella de Oro de Héroe del Trabajo de la Federación Rusia y un Certificado de concesión del título. El título de Héroe del Trabajo de la Federación de Rusia es el segundo título más importante de los que concede Rusia después del título de Héroe de la Federación de Rusia. En el caso de que una persona reciba tanto el título de Héroe de la Federación de Rusia como el de Héroe del Trabajo de la Federación de Rusia, sobre la base de un decreto del Presidente de la Federación de Rusia, se construira un busto de bronce en su tierra natal con la inscripción correspondiente.

## Historia
En agosto de 2012 en Tiumén en la conferencia del movimiento público interregional "¡En defensa del trabajador!" se hizo un llamamiento al presidente de Rusia Vladímir Putin con la solicitud de introducir el título de Héroe del trabajo en Rusia. En diciembre de 2012, en una reunión con apoderados, uno de los cuales era el líder del movimiento, Ígor Jolmanskij, plenipotenciario presidencial en el Distrito Federal de los Urales, Putin anunció que se restauraría el título.
Finalmente el 29 de marzo de 2013, el Presidente de Rusia estableció el título de Héroe del Trabajo de la Federación de Rusia mediante el Decreto N.º 294 «Sobre el establecimiento del título de Héroe del Trabajo de la Federación de Rusia». El Decreto aprobó las Regulaciones sobre el título, una descripción de la insignia de distinción especial: la estrella de oro de Héroe del Trabajo de la Federación de Rusia, un dibujo de la medalla, una forma de muestra del Certificado de concesión del título y un formulario de muestra del certificado de concesión de dicho título.
Está prevista la aprobación de un proyecto de ley, según el cual los Héroes del Trabajo de la Federación de Rusia recibirán el mismo apoyo material que el que recibían los galardonados con el antiguo título soviético de Héroe del Trabajo Socialista.

## Reglamento
El Reglamento sobre el título de Héroe del Trabajo de la Federación de Rusia, establece las siguientes reglamentacionesː
1. Es el más alto grado de distinción por servicios laborales especiales para el estado y el pueblo.
2. Se otorga a los ciudadanos de la Federación de Rusia que hayan logrado resultados sobresalientes en actividades estatales, sociales y económicas, hayan hecho una contribución significativa al desarrollo socioeconómico del país, incluido el desarrollo de la producción industrial y agrícola, el transporte, la construcción, la ciencia, la cultura, la educación y la sanidad, así como otras áreas de actividad.
3. Se otorga a los ciudadanos de la Federación de Rusia, cuyas distinciones laborales, por regla general, hayan sido otorgadas previamente con otros premios estatales de Rusia
4. Junto con el citado título los galardonados recibenː una insignia de distinción especial la Estrella de Oro de Héroe del Trabajo de la Federación de Rusia y un Certificado de concesión del título.
5. La Estrella de Oro de Héroe del Trabajo de la Federación de Rusia se usa en el lado izquierdo del pecho sobre otros premios estatales de Rusia y antes que cualquiera de los premios estatales de la URSS. Se coloca justo después de la Estrella de Oro de Héroe de la Federación de Rusia, si esta existiera.

## Descripción

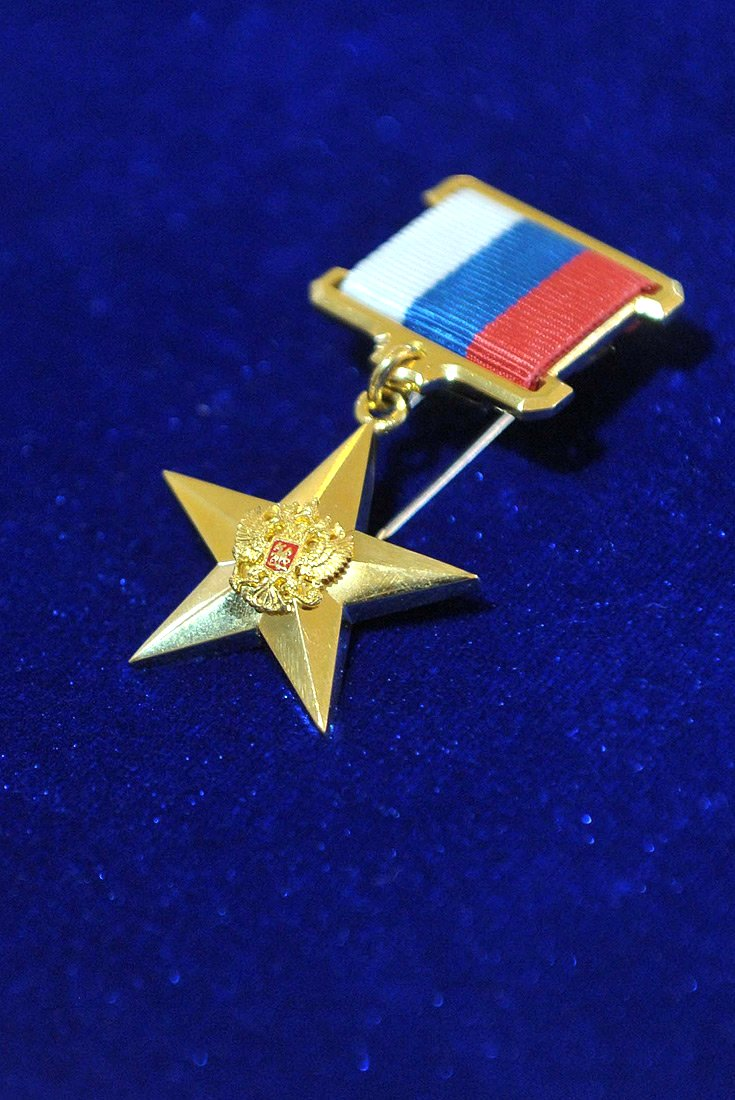
Estrella de Oro de Héroe del Trabajo de la Federación Rusa

La Estrella de Oro de Héroe del Trabajo de la Federación de Rusia es una estrella con cinco rayos diedros lisos en el anverso. La longitud del haz es de 15 mm. En el centro de la estrella hay una imagen en relieve del Emblema Estatal de Rusia. En el reverso, en el centro de la medalla, hay una inscripción en relieve horizontal en letras rectas, que dice: «Héroe del Trabajo de la Federación Rusia». Debajo de la inscripción está el número de serie de la medalla.
La medalla está conectada con una orejeta y un anillo a un bloque rectangular de 15 mm de alto y 19,5 mm de ancho con marcos dorados en la parte superior e inferior. El bloque está cubierto con una cinta muaré de seda con los colores de la bandera de Rusia. En el reverso del bloque hay un pasador roscado con una tuerca para sujetar la medalla a la ropa.